# Ernst Jünger
Ernst Jünger (ur. 29 marca 1895 w Heidelbergu, zm. 17 lutego 1998 w Riedlingen) – niemiecki pisarz.

## Życiorys
Ernst Jünger był niemieckim nacjonalistą, ale nacjonalizm pojmował na własny sposób. Podczas I wojny światowej jako żołnierz był wielokrotnie ranny i wyróżniany najważniejszymi odznaczeniami II Rzeszy, w czasie drugiej – już jako oficer – przebywał głównie w Paryżu. Jünger zachowywał dystans zarówno do NSDAP,  do której nigdy nie przystąpił, jak i do osoby Hitlera. Powieść Jüngera Na marmurowych skałach postrzega się jako metaforyczną krytykę nazizmu.
Jünger przeprowadzał na sobie eksperymenty z wieloma narkotykami – m.in. jako jeden z pierwszych opisywał doświadczenia z LSD (znał się z jego odkrywcą, Albertem Hofmannem). Podróże pod wpływem psychodelików zainspirowały go do napisania Drogen und Rausch (Przybliżenia. Narkotyki i upojenie). Pisarz zajmuje się w niej filozoficznym aspektem odurzenia, ksiązka stanowi studium ludzkich transgresji i środków, za pomocą których ludzie przekraczali granice rzeczywistości. Ponadto pasją, która pochłaniała go przez całe życie, było zbieranie owadów.
Urodził się jako pierwsze dziecko aptekarza. W czasie jego dzieciństwa rodzina przenosiła się kilkakrotnie, między innymi do Hanoweru, gdzie Ernst uczęszczał do gimnazjum. Jako 18-latek pod wpływem książek opisujących przygody europejskich kolonizatorów w Afryce, zgłosił się do służby w Legii Cudzoziemskiej. Szybko jednak powrócił do Niemiec na skutek interwencji swojego ojca.
W 1914, po wybuchu wojny, zgłosił się na ochotnika do armii. W listopadzie 1915 został skierowany na front do Szampanii. Służył na froncie zachodnim, głównie we Francji. W ciągu kolejnych czterech lat czternastokrotnie był ranny, został odznaczony między innymi Krzyżem Żelaznym I klasy oraz Orderem Pour le Mérite – jako jeden z ostatnich. Był ostatnim żyjącym kawalerem tego orderu. Zakończył wojnę jako dowódca kompanii szturmowej w stopniu porucznika.
Po wojnie wydał swoje okopowe wspomnienia, które zostały entuzjastycznie przyjęte przez prawicową prasę. W 1923 zawiesił karierę w wojsku. Zajął się studiami – zoologią i filozofią – których jednak nie ukończył. Zwrócił się ku pracy pisarskiej i dziennikarskiej. Po przejęciu władzy przez nazistów odrzucił ich propozycje zajęcia miejsca w Reichstagu oraz członkostwa w tzw. akademii poetów (Dichterakademie). Pociągnęło to za sobą różne nieprzyjemności, m.in. przeszukanie mieszkania przez Gestapo.
W 1939 wydał powieść Na marmurowych skałach, która zapoczątkowała serię powieści fantastycznych w jego twórczości. Kolejne były: Heliopolis (1949), Szklane pszczoły (1957), Eumeswil (1977) oraz Problem Aladyna (1983). W Szklanych pszczołach Jünger poddał konserwatywnej krytyce rozwój techniczny – przeciwstawiał technikę naturze oraz zwrócił uwagę na zagrożenia ze strony postępu technicznego, a także na potrzebę przeciwdziałania im.
Po wybuchu wojny Jünger jako oficer Wehrmachtu został skierowany do stolicy okupowanej Francji, gdzie zajmował się cenzurą listów. W tym okresie nawiązał stały kontakt z przedstawicielami paryskich elit kulturalnych pozostałych po klęsce 1940 we Francji. Spotkał się m.in. z Jean-Paulem Sartrem i Picassem. Jego syn Ernst poległ 29 listopada 1944 na froncie włoskim.
Po ostatecznej klęsce III Rzeszy pisarz nie zgodził się na wypełnienie denazyfikacyjnego kwestionariusza i otrzymał zakaz publikacji w brytyjskiej strefie okupacyjnej, który został uchylony w 1949. Wtedy mieszkał już w Wiflingen w Badenii-Wirtembergii. W dalszych latach swojego życia wciąż podróżował, brał udział w spotkaniach upamiętniających ofiary wojen, wydawał kolejne książki. Otrzymał wiele nagród literackich oraz niemieckich odznaczeń, w tym Order Zasługi Republiki Federalnej Niemiec.

## Dzieła
- In Stahlgewittern, 1920 – opublikowane w Polsce pt. Książę piechoty. (W nawałnicy żelaza) przełożone i opatrzone wstępem przez J. Gaładyka, wyd. I Warszawa 1935, wyd. II Warszawa 1938; ponadto op. pt. W stalowych burzach w przekładzie i z posłowiem Wojciecha Kunickiego, wyd. I Warszawa 1999
- Das abenteuerliche Herz. Aufzeichnungen bei Tag und Nacht, 1929
- Der Arbeiter. Herrschaft und Gestalt, 1932 (wyd. pol. Robotnik: panowanie i forma bytu, Wydawnictwo Naukowe PWN, Warszawa 2010, przekł. Wojciech Kunicki)
- Das abenteuerliche Herz. Figuren und Capricios, 1938 (wyd. pol. Awanturnicze serce: figury i capriccia, Czytelnik, Warszawa 1999, przeł. Wojciech Kunicki)
- Auf den Marmorklippen, 1939 (wyd. pol. Na marmurowych skałach, Czytelnik, Warszawa 1997, przeł. Wojciech Kunicki)
- Der Friede. Ein Wort an die Jugend Europas und an die Jugend der Welt, 1945
- Heliopolis. Rückblick auf eine Stadt, 1949 (wyd. pol. Heliopolis, Ośrodek Myśli Politycznej, Kraków 2025, przeł. Wojciech Kunicki)[3]
- Strahlungen, 1949
- Der gordische Knoten, 1953 (wyd. pol. Węzeł gordyjski: eseistyka lat pięćdziesiątych, Arkana, Kraków 2013, przekł. Wojciech Kunicki)
- Gläserne Bienen, 1957 (wyd. pol. Szklane pszczoły, Korporacja Ha!art, Warszawa 2017, tłum. Lech Czyżewski)
- Annäherungen. Drogen und Rausch, 1970 (wyd. pol. Przybliżenia. Narkotyki i upojenie, Fundacja Augusta hr. Cieszkowskiego, Warszawa 2013, tłum. Wojciech Kunicki)
- Eumeswil, 1977 (wyd. pol. Eumeswil, Korporacja Ha!art, Warszawa 2018, tłum. Wojciech Kunicki)
- Eine gefährliche Begegnung, 1985 (wyd. pol. Niebezpieczne spotkanie, Wydawnictwo Muza, Warszawa 1998, tłum. Barbara Tarnas)
- Dzienniki z okresu II wojny wydane w Polsce jako Promieniowania, tom 1, tłum. Sławomir Błaut. Opracowanie, przypisy i posłowie Wojciech Kunicki:
  - Pierwszy dziennik paryski (Das erste Pariser Tagebuch) 18 II 1941 – 23 X 1942
  - Zapiski kaukaskie (Kaukasische Aufzeichnungen) 24 X 1942 – 17 II 1943
  - Drugi dziennik paryski (Das zweite Pariser Tagebuch) 19 II 1943 – 13 VIII 1944

## Prace o autorze i recenzje książek
- Wojciech Kunicki, Krzysztof Polechoński, Ernst Jünger w publicystyce i literaturze polskiej lat 1930–1998. Studium recepcyjne, Wydawnictwo Uniwersytetu Wrocławskiego, 2000
  - Bibliografia
  - Antologia tekstów
- Wojciech Kunicki, Rewolucja i regres: Radykalizm wczesnej twórczości Ernsta Jüngera, Wydawnictwo Uniwersytetu Wrocławskiego, 1995
- Bernadeta Prandzioch, Ernst Jünger. Nihilizm, nicość, nadzieja, „FA-art”, 1–2/2014
- Bernadeta Prandzioch, Jüngerowska augmented reality, „Popmoderna”, 17.02.2014
- Bernadeta Prandzioch, Niebezpieczna perfekcja, „Miesięcznik Znak”, 03/2018
- Jędrzej Krystek, Anarcha jako dekolonizator – na antypodach Jüngerowskiej geopolityki, [w:] Dekolonizacja Collegium Maius. Interpretacje i reinterpretacje wystroju dawnej siedziby pruskiej Komisji Kolonizacyjnej, red. M. Wedemann, A. Białek, J. Warchoł, Poznań 2020.
- Jędrzej Krystek, Wytwarzanie sobowtóra. Sturm Ernsta Jüngera wobec Piaskuna E.T.A. Hoffmanna, [w:] Romantyczna fantastyka. III Sympozjum im. Zofii Trojanowiczowej, red. W. Hamerski, Z. Przychodniak, Poznań 2022, ss. 159–183.